# Тайный совет Тонги
Тайный совет Тонги (англ. Privy Council of Tonga) — верховный консультативный орган при короле Тонги, обладает законодательной, исполнительной и судебной властью. Тайный совет действует в соответствии с Конституцией Тонги в области полномочий короля как Главы государства и Верховного судьи. 

## Члены Совета
Члены Тайного совета назначаются королём, который является Председателем совета. Совет включает три типа членов:
- Постоянные члены, составляющие большинство;
- Члены Совета по своему статусу[2];
- Верховные судьи (лорды).

Лорд-канцлер, лорд-президент Верховного суда и Генеральный прокурор являются членами Тайного совета по своему статусу. Количество членов Тайного совета конституционно не ограничено и зависит от решения короля.

## Судебные функции
Король в Тайном совете решает вопросы назначения на большинство постов в органах судебной власти. Король является последней апелляционной инстанцией в вопросах наследования земель и титулов. 

## Законодательные функции
Тайный совет обладает властью в решениях, регулирующих только собственное функционирование и работу.